# Intel P45
Intel P45 Express (кодовое наименование Eaglelake) — чипсет, производимый Intel с 2008 года и пришедший на смену Intel P35. 
Впервые был представлен корпорацией на выставке CeBIT 2008.
По сравнению с чипсетом P35, в P45, как и в X38 появляется поддержка PCI Express 2.0 (5 GT/сек, по сравнению с 2,5 GT/сек у PCI Express 1.0), объем оперативной памяти увеличен с 8 Гб до 16 Гб, как для DDR2, так и для DDR3. Официально заявленная Intel максимальная тактовая частота оперативной памяти не изменилась: 1066 МГц для DDR2 и 1333 МГц для DDR3, однако многие производители материнских плат повышали тактовую частоту памяти с оверклокингом до 1333 МГЦ для DDR2, без оверклокинга - до 1600 МГц для DDR3 и с оверклокингом - до 2220 МГц для DDR3
К недостаткам можно отнести и отсутствие официальной поддержки частоты системной шины 1600 МГц, однако большинство производителей материнских плат обеспечивали эту частоту.

## Основные характеристики
Основные характеристики чипсета:
- Поддержка всего семейства процессоров Core 2, включая Core 2 Duo, Core 2 Quad и Core 2 Extreme по 45-нм и 65-нм техпроцессу, Pentium Dual Core и, как правило, Celeron.
- Частота системной шины до 1333 МГц. Большинство производителей плат доработками повышали её до 1600 МГц (без оверклокинга).
- Тип поддерживаемой памяти: DDR2 и DDR3.
- Частота оперативной памяти: 800 МГц, 1066 МГц для DDR2 (многие платы поддерживали до 1200 МГц без оверклокинга) и 800 МГц, 1066 МГц и 1333 МГц для DDR3 (большинство плат поддерживало 1600 МГц без оверклокинга и некоторые 1800 МГц, 2000 МГц и 2200 МГц с оверклокингом).
- Поддержка конфигураций ATI CrossfireX с множеством видеокарт.
- PCI Express 2.0, до двух слотов, физически способных поддерживать карты x16, но на восьми линиях каждая.
- Дополнительные слоты PCI Express 1.0.
- Шесть портов SATA 3 Гбит/с.
- Гигабитный Ethernet с разными PHY-чипами.
- RAID 0 и 1 (для поддержи RAID 5 нужен южный мост ICH10R).
- AHCI SATA 3 Гбит/с с "родной" очередью команд (Native Command Queuing) (поддержка оптических приводов SATA и "горячей" замены).
- Интерфейс eSATA (если доступен): все разъёмы SATA можно вывести на заднюю панель материнской платы и использовать как eSATA.
- Звук высокой чёткости (HD Audio): от материнской платы на чипсете P45 можно ожидать, как минимум, простого аудио кодека, который будет выполнять всю обработку звука с помощью центрального процессора.

## PCI Express 2.0
У чипсета есть поддержка одного полноскоростного интерфейса PCI Express 2.0 x16 или двух интерфейсов PCI Express 2.0 x8. 
У других чипсетов на LGA 775: X38 и X48 есть поддержка двух полноскоростных интерфейсов PCI Express 2.0 x16  В практическом аспекте применение PCI Express 2.0 позволяет использовать старые видеокарты, так как их разъемы не отличаются, и соблюдается совместимость в обе стороны.